# How Long (J. D. Souther)
How Long è un brano musicale del cantautore statunitense J. D. Souther, contenuta nel suo album del 1972 John David Souther.

## Versione degli Eagles
How Long è un singolo del gruppo musicale statunitense Eagles, pubblicato nel 2007.

### Tracce
1. How Long – 3:15 (J. D. Souther)

### Formazione
- Glenn Frey - voce, chitarra acustica
- Joe Walsh - chitarra elettrica, cori
- Timothy B. Schmit - basso, cori
- Don Henley - batteria, percussioni, cori

### Classifiche
| Classifica                 | Posizione migliore |
| -------------------------- | ------------------ |
| Billboard Canadian Hot 100 | 76                 |
| Adult Contemporary         | 7                  |
| Country Singles            | 23                 |